# Sacha Jones
Sacha Jones (Auckland, 8 novembre 1990) è un'ex tennista neozelandese naturalizzata australiana dal 2012.

## Biografia

### Origini
Di padre australiano e madre neozelandese, ha due fratelli e una sorella, tutti più grandi di lei.

### Carriera
A livello juniores ha vinto 10 titoli ITF di singolare e 2 di doppio. Divenuta professionista nel 2005,  ha partecipato al singolare femminile dell'Australian Open 2013 grazie ad una wildcard: in quest'occasione è stata battuta al primo turno dalla ceca Kristýna Plíšková. Aveva annunciato il ritiro nel 2014, ma nel 2017 ha fatto ritorno alle competizioni. Ha definitivamente lasciato l'agonismo l'anno dopo.

## Vita privata
Durante la lunga pausa agonistica ha conseguito la licenza di pilota privato, inoltre nel 2016 ha fondato insieme all'amica Stephanie Hughes il portale web Real You - rimasto attivo per due anni - col quale si è proposta di offrire aiuto alle adolescenti timide e a tutte le giovani donne in difficoltà. Vive prevalentemente nella sua città natale col marito Adrian Hughes, pur continuando a fare la spola tra Nuova Zelanda e Australia.

## Statistiche

### Risultati in progressione
| Sigla | Risultato               |
| ----- | ----------------------- |
| V     | Vincitore               |
| F     | Finalista               |
| SF    | Semifinalista           |
| O     | Oro olimpico            |
| A     | Argento olimpico        |
| SF    | Bronzo olimpico         |
| QF    | Quarti di Finale        |
| 4T    | Quarto turno            |
| 3T    | Terzo turno             |
| 2T    | Secondo turno           |
| 1T    | Primo turno             |
| RR    | Round Robin             |
| LQ    | Turno di qualificazione |
| A     | Assente                 |
| ND    | Non disputato           |

| Legenda superfici    |
| -------------------- |
| Cemento              |
| Terra battuta        |
| Erba                 |
| Superficie variabile |

#### Singolare nei tornei del Grande Slam
| Torneo          | 2012 | 2013 | 2014 |
| --------------- | ---- | ---- | ---- |
| Australian Open | A    | 1T   | A    |
| Open di Francia | A    | A    | A    |
| Wimbledon       | A    | A    | A    |
| US Open         | A    | A    | A    |

#### Doppio nei tornei del Grande Slam
| Torneo          | 2012 | 2013 | 2014 |
| --------------- | ---- | ---- | ---- |
| Australian Open | 2T   | A    | A    |
| Open di Francia | A    | A    | A    |
| Wimbledon       | A    | A    | A    |
| US Open         | A    | A    | A    |

#### Doppio misto nei tornei del Grande Slam
Nessuna partecipazione